# 夢を信じて
「夢を信じて」（ゆめをしんじて）は、日本のシンガーソングライターである德永英明の楽曲。自身の9枚目のシングルとして、1990年1月16日にアポロン音楽工業からリリースされた。
表題曲は、フジテレビ系アニメ『ドラゴンクエスト』のエンディングテーマとして、第1話から第26話までオンエアされた。

## ディスクジャケット
ディスクジャケットの裏側には、アニメ『ドラゴンクエスト』のキャラクターが描かれているイラストが掲載されている。

## リリース
1990年1月16日にアポロン音楽工業から8cmCDとCTの2形態でリリースされた。
当初1月15日発売予定であったが、その日は成人の日であったため、ドラクエファンをはじめ、特に小学生達がレコード店に殺到する恐れがあると考慮し、翌日である1月16日発売に変更された。

## 記録
オリコンのシングルチャートにおいて、最高第3位を獲得し、登場週数24回、売り上げ枚数は39.7万枚となった。
文化放送の『全国歌謡ベストテン』では、1990年度年間チャート第1位を獲得した。

## 収録曲
| 全作詞: 篠原仁志、全作曲: 德永英明、全編曲: 瀬尾一三。 |                |          |            |      |
| #                                                      | タイトル       | 作詞     | 作曲・編曲 | 時間 |
| 1.                                                     | 「夢を信じて」 | 篠原仁志 | 德永英明   | 4:48 |
| 2.                                                     | 「ラバーズ」   | 篠原仁志 | 德永英明   | 4:24 |
| 合計時間:                                              | 合計時間:      | 9:12     |            |      |

## 収録アルバム
| 曲名           | 収録作品                                                                | リリース日     | 備考 | 出典                 |
| -------------- | ----------------------------------------------------------------------- | -------------- | --- | -------------------- |
| 「夢を信じて」 | 『TVアニメサウンドトラック ドラゴンクエスト 組曲ドラゴン伝説』          | 1990年5月21日  | フジテレビ系アニメ『ドラゴンクエスト』のサウンドトラック                                                                           | [ 3 ]                |
| 「夢を信じて」 | 『INTRO.II』                                                            | 1992年12月4日  | - ベスト・アルバム - リミックス・ヴァージョン                                                                                      | [ 4 ]                |
| 「夢を信じて」 | 『シングルコレクション (1986〜1991)』                                   | 1998年11月21日 | ベスト・アルバム | [ 5 ]                |
| 「夢を信じて」 | 『セルフカヴァー・ベスト 〜カガヤキナガラ〜』                           | 2003年10月1日  | セルフカヴァー・アルバム | [ 6 ] [ 7 ]          |
| 「夢を信じて」 | 「恋をしてゆこう」                                                      | 2006年6月28日  | - シングル「恋をしてゆこう」のカップリング曲 - セルフカヴァーヴァージョンである「夢を信じて 〜20th Anniversary Track〜」として収録 | [ 8 ]                |
| 「夢を信じて」 | 『復刻版TVアニメ・サウンドトラック ドラゴンクエスト-組曲ドラゴン伝説-』 | 2007年4月20日  | フジテレビ系アニメ『ドラゴンクエスト』のサウンドトラック                                                                           |                      |
| 「夢を信じて」 | 『SINGLES BEST』                                                        | 2008年8月13日  | ベスト・アルバム | [ 9 ] [ 10 ] [ 11 ]  |
| 「夢を信じて」 | 『ALL TIME BEST Presence』                                              | 2016年4月13日  | ベスト・アルバム | [ 12 ] [ 13 ]        |
| 「夢を信じて」 | 『永遠の果てに〜セルフ・カヴァーベスト1〜』                             | 2018年7月4日   | セルフカヴァー・アルバム | [ 14 ] [ 15 ] [ 16 ] |
| 「ラバーズ」   | 『REALIZE』                                                             | 1989年5月21日  | 5thアルバム | [ 17 ]               |
| 「ラバーズ」   | 『SINGLES B-side BEST』                                                 | 2008年8月13日  | ベスト・アルバム | [ 18 ]               |

## リリース日一覧
| No. | リリース日    | レーベル         | 規格  | 規格品番 | 最高順位 | 備考 | 出典   |
| --- | ------------- | ---------------- | ----- | -------- | -------- | ---- | ------ |
| 1   | 1990年1月16日 | アポロン音楽工業 | 8cmCD | APDA-15  | 3位      |      | [ 19 ] |
| 1   | 1990年1月16日 | アポロン音楽工業 | CT    | APSA-15  | 3位      |      |        |

## カヴァー
| 曲名           | アーティスト     | 収録作品                                            | リリース日    | 備考                                       | 出典   |
| -------------- | ---------------- | --------------------------------------------------- | ------------- | ------------------------------------------ | ------ |
| 「夢を信じて」 | INSPi            | 『インスピ・復刻盤』                                | 2005年4月27日 | カヴァー・アルバム                         | [ 20 ] |
| 「夢を信じて」 | OZ               | 『V-ANIME ROCKS!』                                  | 2012年8月1日  | アニソンカヴァー・コンピレーションアルバム | [ 21 ] |
| 「夢を信じて」 | 森口博子         | 「夢を信じて / with 塩谷哲」                        | 2023年5月17日 | デジタル・ダウンロード（先行配信）         | [ 22 ] |
| 「夢を信じて」 | 森口博子         | 『ANISON COVERS』                                   | 2023年5月24日 | アニソンカヴァー・アルバム                 | [ 22 ] |
| 「夢を信じて」 | 勇者（高橋良輔） | 『TVアニメ「スナックバス江」Cover Song Correction』 | 2024年4月3日  | キャラクターソング・アルバム               | [ 23 ] |